# قایق توپ‌دار کلاس وال
قایق توپ‌دار کلاس وال (به انگلیسی: Vale-class gunboat) یک کلاس از قایق‌های توپ‌دار است که طول آن ۲۸ متر (۹۱ فوت ۱۰ اینچ) می‌باشد.